# Farnese

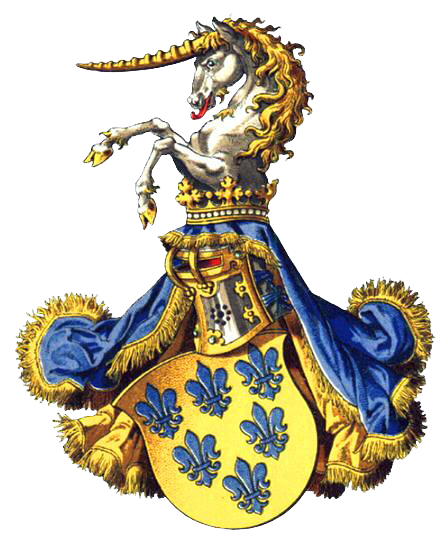
Wappen der Familie Farnese (und ihres Herzogtums Parma und Piacenza)

Die Farnese (italienisch: i Farnese oder oft in der Pluralform „i Farnesi“) waren eine der bedeutendsten Familien des italienischen Adels.
Seit dem 11. Jahrhundert sind sie im Gebiet der heutigen Provinz Viterbo bezeugt. 1534 wurde Alessandro Farnese zum Papst Paul III. gewählt. Von 1537 bis 1649 regierte die Familie das Herzogtum Castro und von 1545 bis 1731 das Herzogtum Parma mit Piacenza. Einige bedeutende Paläste der Renaissancezeit gehen auf sie zurück, sowie die Farnesischen Sammlungen, deren berühmte Antiken und Gemälde sich heute in Neapel befinden. 1731 erloschen die Farnese im Mannesstamm.

## Geschichte
Der Stammsitz des Rittergeschlechts war Castrum Farneti (heute Farnese im äußersten Norden der Region Latium, nahe der Grenze zur Toskana), von dem sich vermutlich der Familienname ableitet. Seit Ende des 13. Jahrhunderts besaßen sie das benachbarte Ischia di Castro (bis 1649) und ab 1328 Valentano, außerdem Canino mit dem Castello di Vulci. Als Landsassen in Latium, das Teil des Kirchenstaats war, gehörten sie zum päpstlichen Adel. Angehörige der ersten Generationen der Familie waren im Kriegsdienst tätig, standen aber auch im Dienst der Kirche und kamen somit nach Rom.

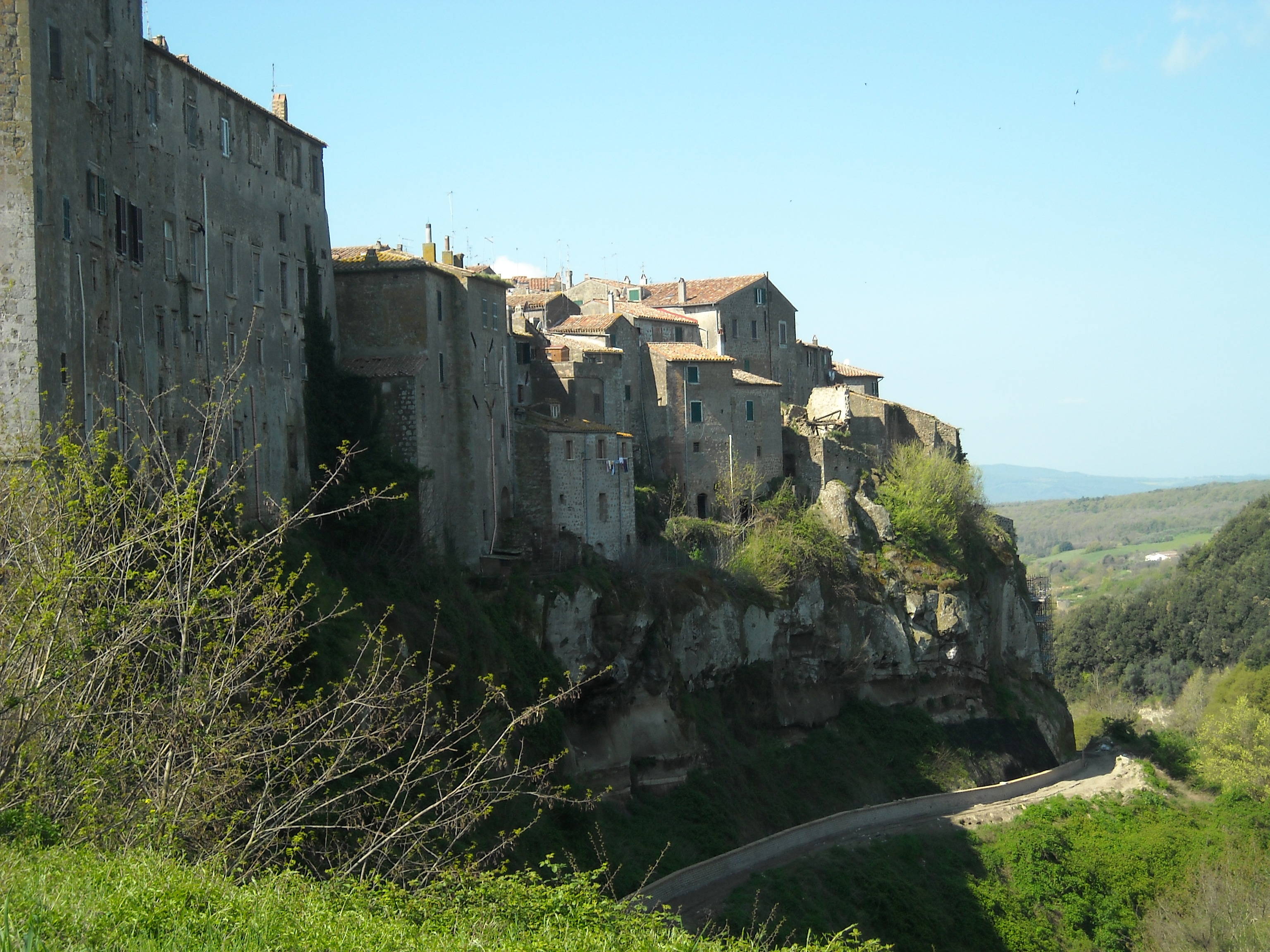
Farnese (Latium)
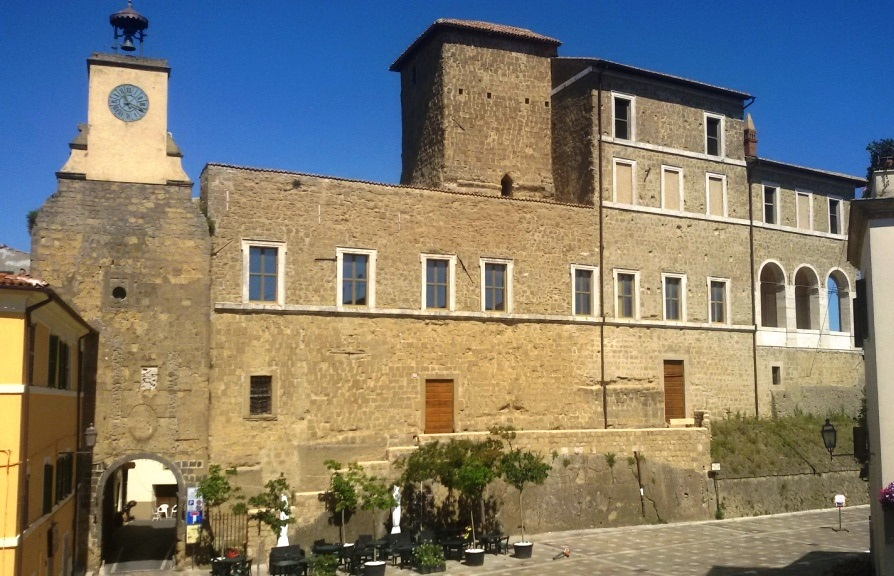
Ischia di Castro
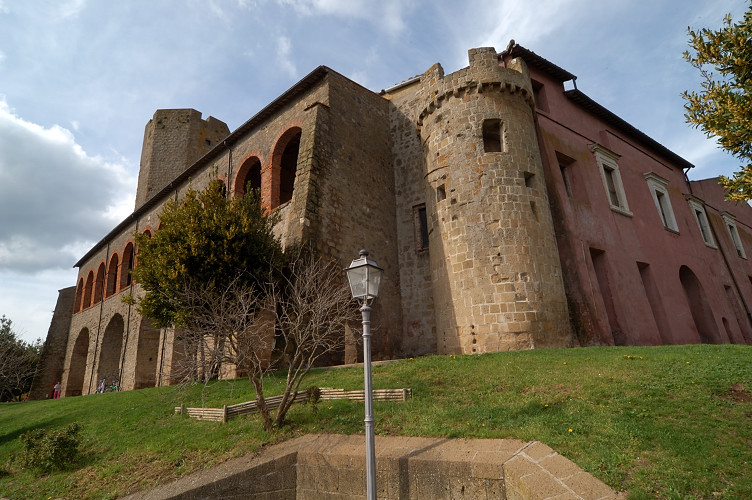
Valentano
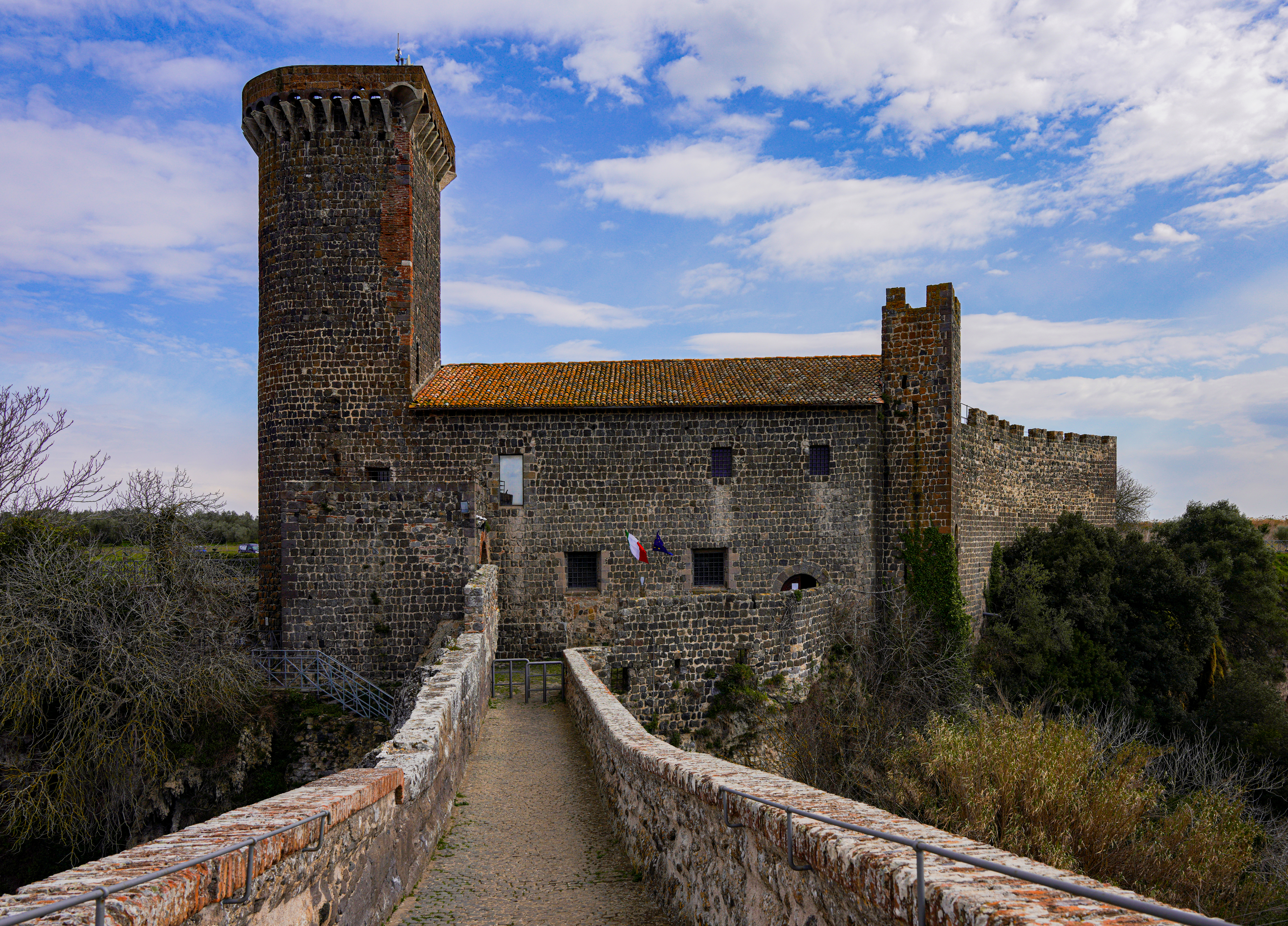
Castello di Vulci in Canino

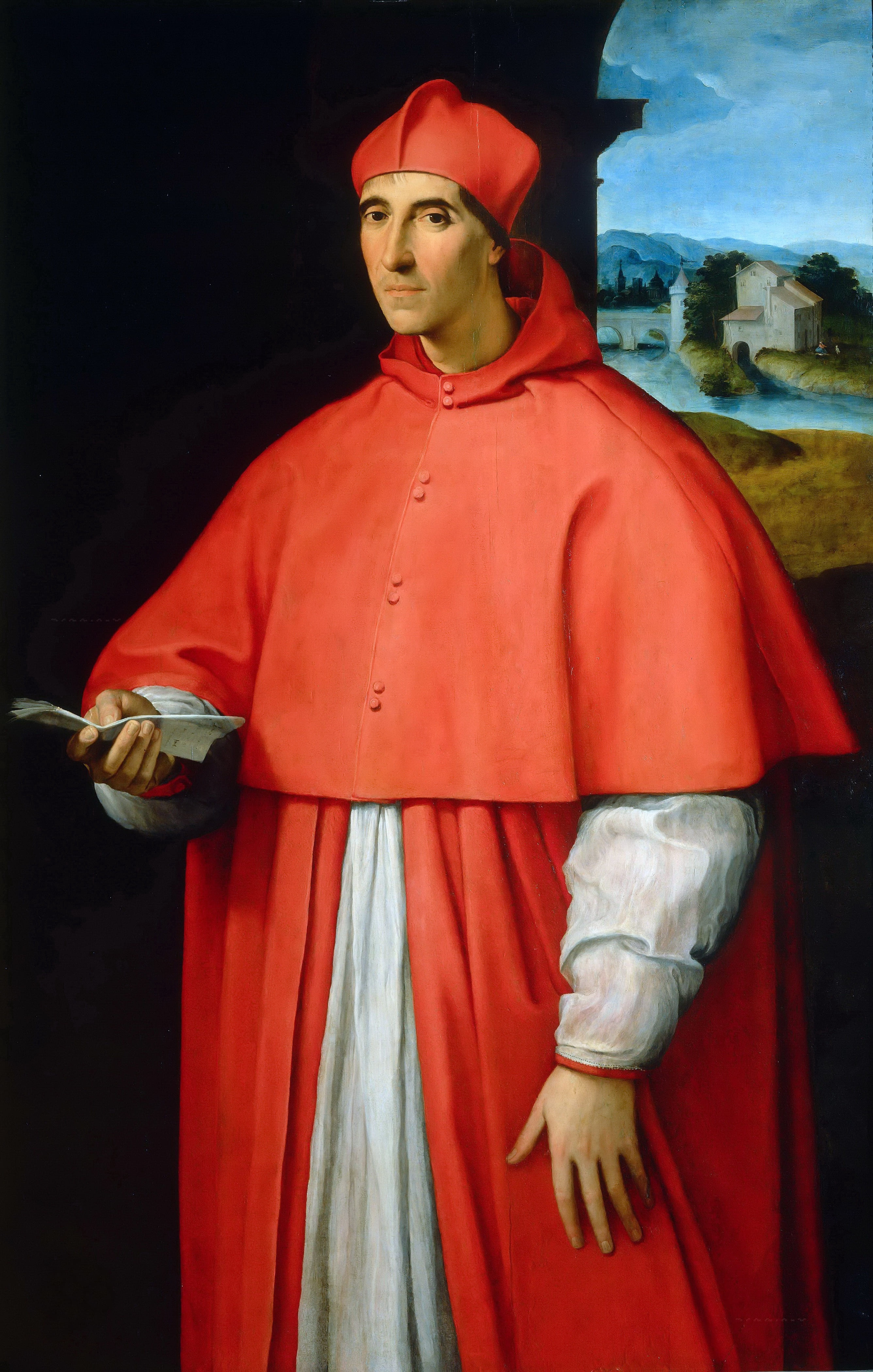
Kardinal Alessandro Farnese vor seiner Wahl zum Papst Paul III. (von Raffael um 1512)

Der Aufstieg der Familie in den Hochadel begann mit Alessandro Farnese (1468–1549), der als zweitgeborener Sohn aus Canino anfangs nur ein untergeordnetes, erkauftes Kurienamt innehatte, aber unter Papst Alexander VI. 1493 mit 25 Jahren Kardinal wurde. Der Papst hätte ein Verhältnis mit seiner Schwester Giulia Farnese. Unter Julius II. della Rovere amtierte er ab 1509 als Bischof von Parma. 1514 gab er den prächtigen Palazzo Farnese in Rom in Auftrag (heute französische Botschaft), der als Familiensitz erst 1589 fertiggestellt wurde, unter Beteiligung der Architekten Sangallo, Michelangelo und Giacomo della Porta. Der Medici-Papst Clemens VII. übergab ihm ab 1523 noch eine Reihe kleinerer Diözesen im Kirchenstaat. Als päpstlicher Legat begab er sich mehrfach nach Deutschland. 1534 wurde Alessandro Farnese im Alter von 66 Jahren zum Papst gewählt und nahm den Namen  Paul III. an. Während seines Pontifikats bemühte sich Paul III. angesichts der Ausbreitung des Protestantismus um eine Erneuerung der Kirche, genehmigte 1540 die Gründung des Jesuitenordens und eröffnete 1545 das Konzil von Trient. 1537 belegte er den englischen König Heinrich VIII. wegen dessen Scheidung mit dem Kirchenbann, was die anglikanische Reformation auslöste.
Mit der Geliebten seiner Jugendzeit, Silvia Ruffini, hatte Alessandro Farnese in der Zeit vor seiner Priesterweihe (erst 1519) eine Tochter, Costanza Farnese (1500–1545) und drei Söhne gezeugt: Pier Luigi II. Farnese (1503–1547), Paolo (1504–1512) und Ranuccio (1509–1528). Diese ließ er päpstlich legitimieren, um die eigene Familie vor dem Aussterben zu bewahren. 1537 schuf er durch die Bulle Videlicet immeriti das Herzogtum Castro, um den teils ererbten Besitz der Familie zu konsolidieren und seinen unehelichen Sohn Pier Luigi und dessen männliche Nachkommen auszustatten. Das Herzogtum Castro bestand nur 112 Jahre und stand bald im Schatten der übrigen Besitzungen der Familie, denn 1545 belehnte der Papst seinen Sohn Pier Luigi (auf Kosten der Herrschaft Mailands) mit dem neu geschaffenen erblichen Herzogtum Parma, das zu seiner früheren Diözese gehörte, und das er noch um Piacenza erweiterte.
Papst Pauls ältester Bruder Angelo hatte nach dem Tod des Vaters im Jahr 1487 zusammen mit Alessandro das Vermögen und die Immobilien geerbt. 1488 heiratete er Lella Orsini, mit der er aber nur weibliche Nachkommen hatte; eine von ihnen, Francesca Farnese, heiratete Guido Sforza, Graf von Santa Fiora. Angelo starb jedoch im Mai 1494 an der Pest, sodass der jüngste Bruder Bartolomeo Graf von Montalto und Canino wurde. Dieser war mit Iolanda Monaldeschi verheiratet, mit der er den Sohn Pedro Bertodolo Farnese und die Töchter Isabella und Cecilia hatte. Bartolomeo war der Begründer einer Nebenlinie, die 1602 mit Mario I. Farnese zu Herzögen von Latera erhoben wurde, und die bis 1668 bestand.
Der Aufstieg päpstlicher Nepoten aus unbedeutendem Kleinadel in den regierenden Hochadel war zu dieser Zeit nicht ungewöhnlich, er gelang auch schon zuvor den Della Rovere oder den Borgia, während die Medici zunächst von Kaufleuten zu Stadtherren in Florenz aufstiegen, jedoch infolge der Gestellung dreier Päpste sodann zu Herzögen von Urbino und Großherzögen der Toskana wurden.
Das farnesische Herzogtum Parma und Piacenza wurde von den Nachfahren Pauls III. bis zum Aussterben der männlichen Linie 1731 beherrscht. Das aus dem Kirchenstaat herausgetrennte Herzogtum Castro hingegen wurde von späteren Päpsten in zwei Feldzügen 1641–44 und 1649 wieder okkupiert. Das Herzogtum Parma sowie das Privatvermögen der Familie, samt den Farnesischen Sammlungen (seit 1826 im Archäologischen Nationalmuseum Neapel), fielen im Erbgang an die spanischen Bourbonen unter Karl III., Sohn der Elisabetta Farnese, der Parma 1735 mit den Habsburgern tauschte, und ab 1748 folgte dort das Haus Bourbon-Parma.

## Wichtige Familienmitglieder

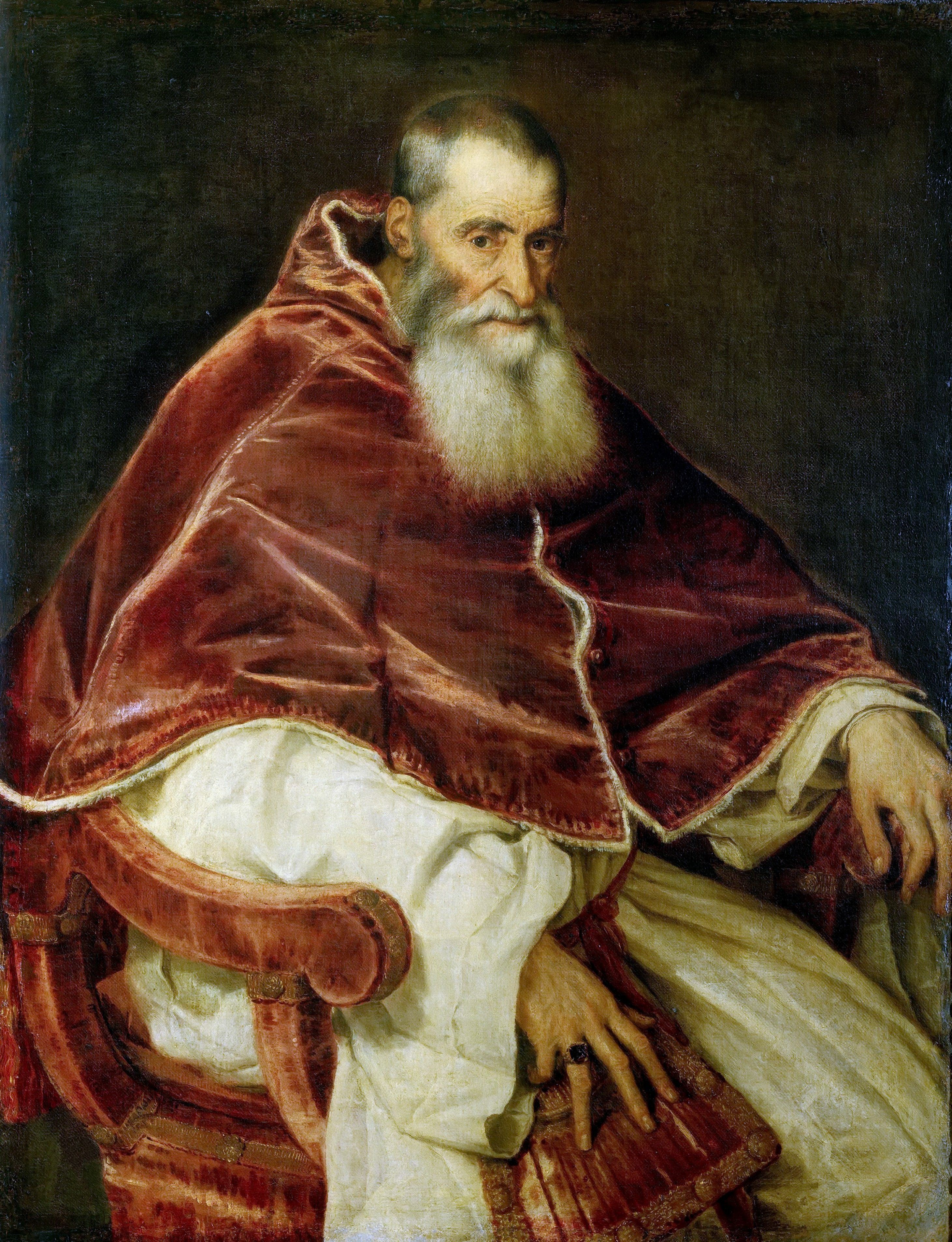
Papst Paul III. (Alessandro Farnese, 1468–1549), Gemälde von Tizian 1543

- Guido Farnese († 1328), Bischof von Orvieto, weihte 1309 den Dom in Orvieto ein.
- Ranuccio Farnese il Vecchio (1390–1460), Graf von Pitigliano, 1417 Senator in Rom
- Alessandro Farnese (1468–1549), Papst Paul III. ab 1534
- Giulia Farnese, genannt la Bella (1474–1524), Mätresse des Papstes Alexander VI. aus der Familie Borgia
- Costanza Farnese (1500–1545) uneheliche Tochter von Papst Paul III.
- Pier Luigi II. Farnese (1503–1547), 1545 Herzog von Parma
- Alessandro Farnese (1520–1589), Kardinaldekan
- Ottavio Farnese (1524–1586), Herzog von Parma 1547, Herzog von Piacenza 1556
- Ranuccio Farnese (1530–1565), Kardinal
- Alessandro Farnese (1545–1592), Herzog von Parma und Piacenza 1586, Statthalter der Niederlande 1577
- Ranuccio I. Farnese (1569–1622), Herzog von Parma und Piacenza 1592
- Odoardo Farnese (1573–1626), Kardinal
- Odoardo I. Farnese (1612–1646), Herzog von Parma und Piacenza 1622
- Ranuccio II. Farnese (1630–1694), Herzog von Parma und Piacenza 1646
- Alessandro Farnese (1635–1689), Statthalter der Niederlande 1680–1682
- Orazio Farnese (1636–1656), venezianischer General
- Odoardo II. Farnese (1666–1693), Erbherzog von Parma und Piacenza
- Francesco Farnese (1678–1727), Herzog von Parma und Piacenza 1694
- Antonio Farnese (1679–1731), Herzog von Parma und Piacenza 1727
- Elisabetta Farnese (1692–1766), Königin von Spanien, Ehefrau von König Philipp V. von Spanien

## Familienbeziehungen

### Bis Papst Paul III.
1. Niccolò Farnese († 3. Februar 1339), Feldhauptmann der päpstlichen Truppen, Statthalter von Bologna
  1. Piero Farnese († 1363), Feldhauptmann der Florentiner – Nachkommen
  2. Ranuccio Farnese, Feldhauptmann
    1. Piero von Montalto
      1. Ranuccio Farnese, Graf von Pitigliano
        1. Pier Luigi I. Farnese († 1487)
          1. Angelo, Graf von Montalto und Canino († 1494) ⚭ Lella Orsini (Töchter)
          2. Giulia Farnese, genannt la Bella, um 1492 Mätresse des Papstes Alexander VI. ⚭ 1489 Orsino Orsini
          3. Alessandro (1468–1549), Papst Paul III. ab 1534 (Nachkommen siehe unten)
          4. Bartolomeo, Graf von Montalto und Canino – Nachkommen: Herzöge von Latera, ausgestorben 1668

### Von Paul III. bis Ranuccio I.

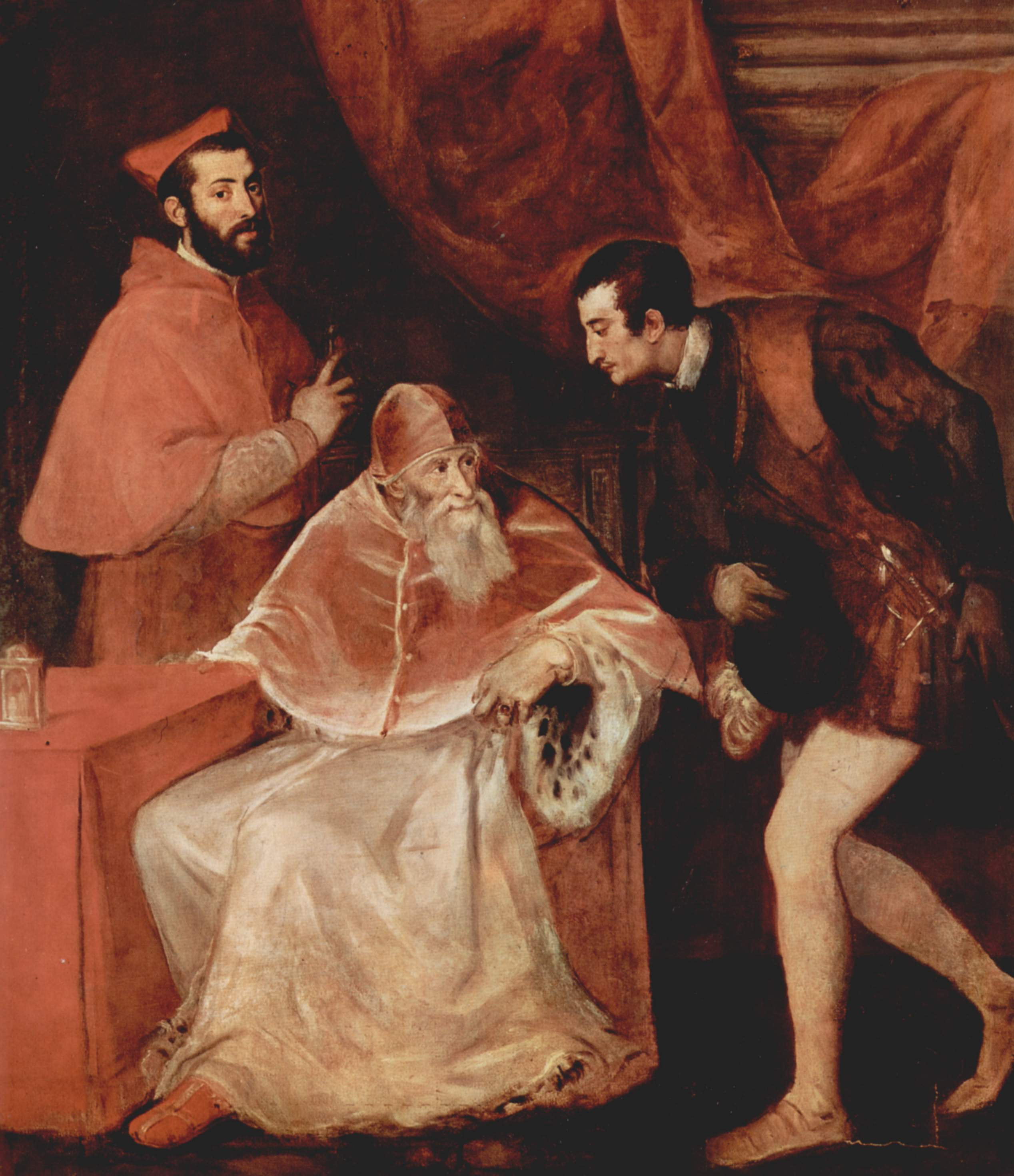
Paul III. und seine Nepoten (seine Enkel Kardinal Alessandro Farnese und Herzog Ottavio Farnese) Gemälde von Tizian um 1568

1. Alessandro Farnese (1468–1549), Papst Paul III. ab 1534 (Vorfahren siehe oben)
  1. Pier Luigi II. Farnese (1503–1547), Herzog von Parma 1545 ⚭ 1519 Gerolama Orsini († 1570), Tochter des Luigi Orsini
    1. Alessandro Farnese (1520–1589) 1534 Kardinal, 1580 Kardinaldekan
      1. Clelia Farnese (1556–1613) ⚭ 1570 Giangiorgio Cesarini, Graf von Ardea

    2. Ottavio Farnese (1524–1586), Herzog von Parma 1547 ⚭ Margarete von Parma (1522–1586), uneheliche Tochter des Kaisers Karl V.
      1. Alessandro Farnese (1545–1592), Herzog von Parma 1582, Statthalter der Niederlande 1577 ⚭ 1565 Maria von Portugal (1538–1577), Tochter des Herzogs Eduard von Guimaraes
        1. Margherita Farnese (1567–1643) ⚭ 1581, geschieden 1582, Vincenzo I. Gonzaga (1562–1612), Herzog von Mantua
        2. Ranuccio I. Farnese (1569–1622), Herzog von Parma 1592 ⚭ 1600 Margherita Aldobrandini (vor 1585–1646), Tochter des Gianfrancesco Aldobrandini (Nachkommen siehe unten)
        3. Odoardo Farnese (1573–1626) Kardinal 1591

    3. Orazio Farnese (1531–1553), 1547 Herzog von Castro, ⚭ 1552 Diane (1538–1619), uneheliche Tochter des Königs Henri II von Frankreich und der Diane de Poitiers
    4. Ranuccio Farnese (1530–1565) Kardinal
    5. Vittoria Farnese ⚭ Guidobaldo II. della Rovere, Herzog von Urbino (1513–1574)

  2. Ranuccio Farnese (1509–1529)
  3. Costanza Farnese ⚭ 1) Stefano Orsini († 1548), ⚭ 2) Bosio II. Sforza

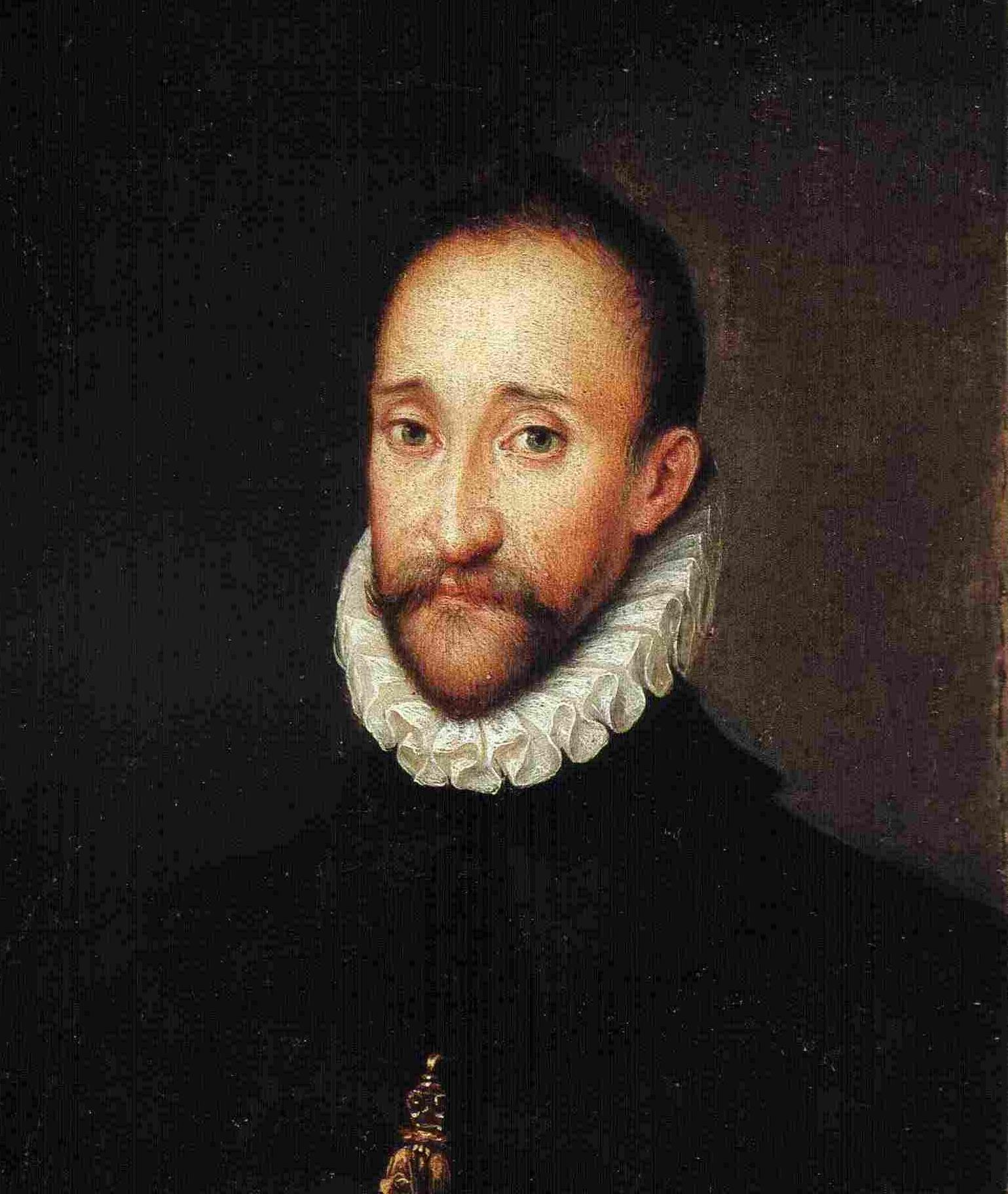
Ottavio Farnese (1524–1586), 1547 erster Herzog von Parma
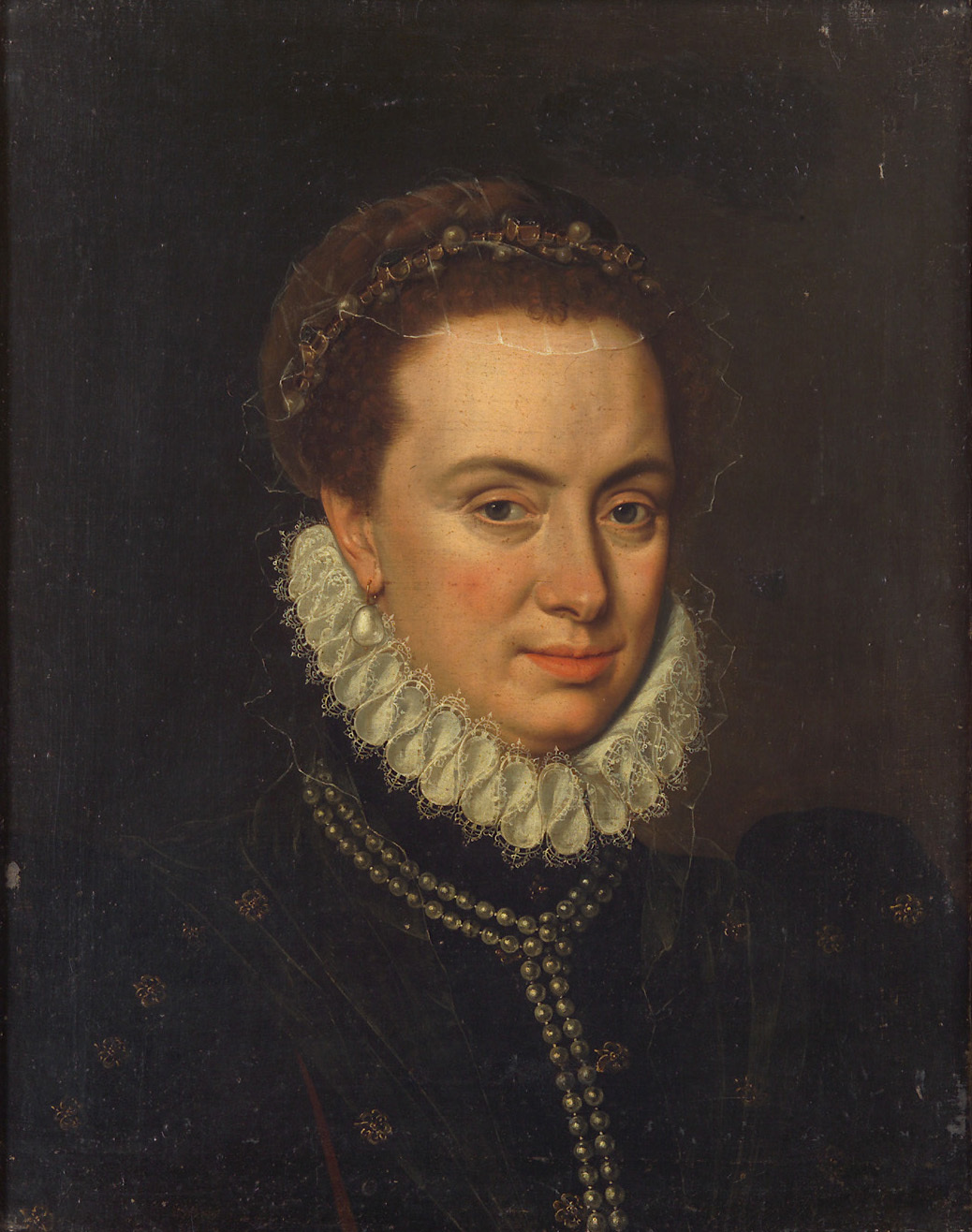
Margarete von Parma (1522–1586), Gemahlin des Ottavio, Tochter Kaiser Karls V., Statthalterin der Niederlande
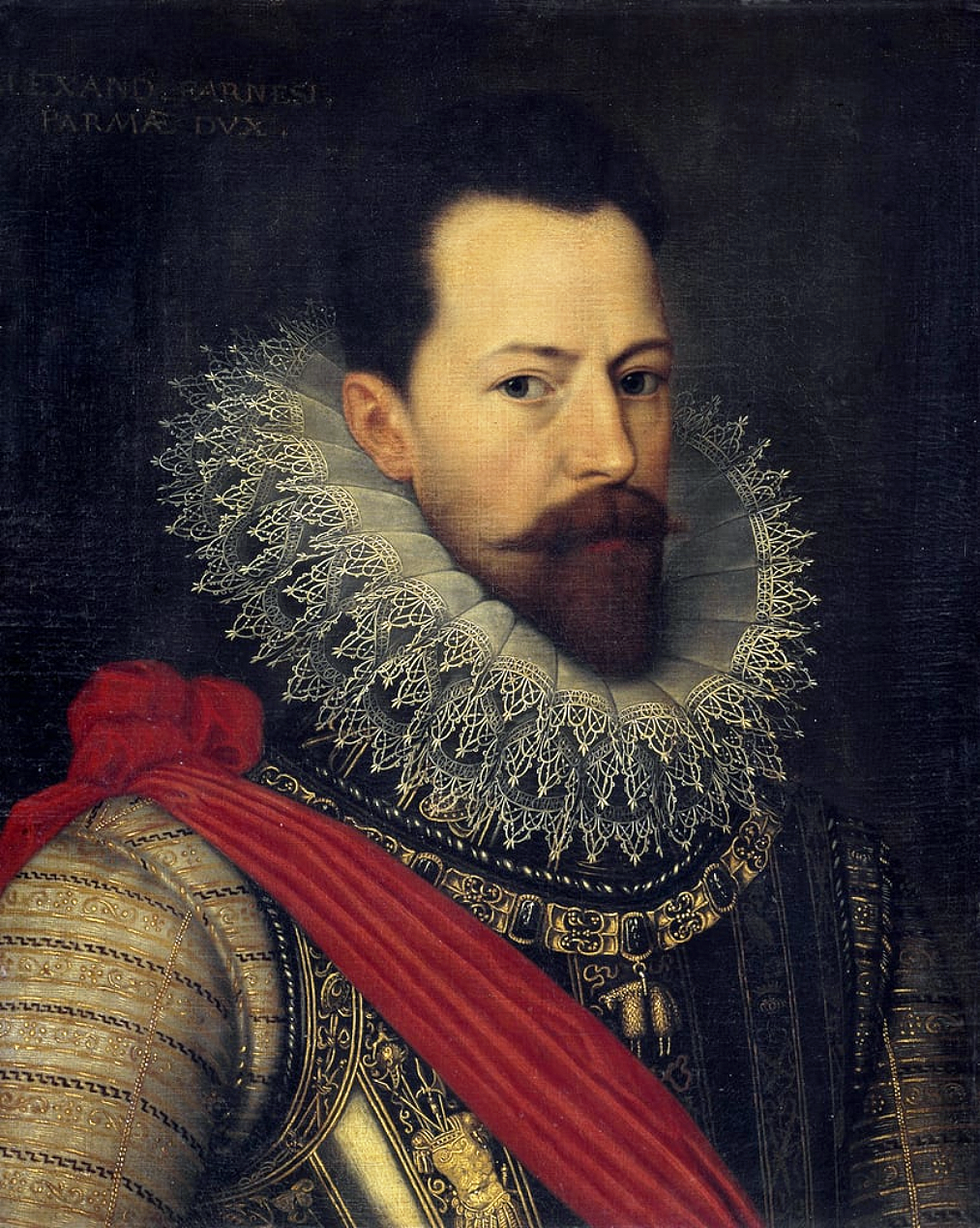
Alessandro Farnese (1545–1592), Statthalter der Niederlande, Herzog von Parma
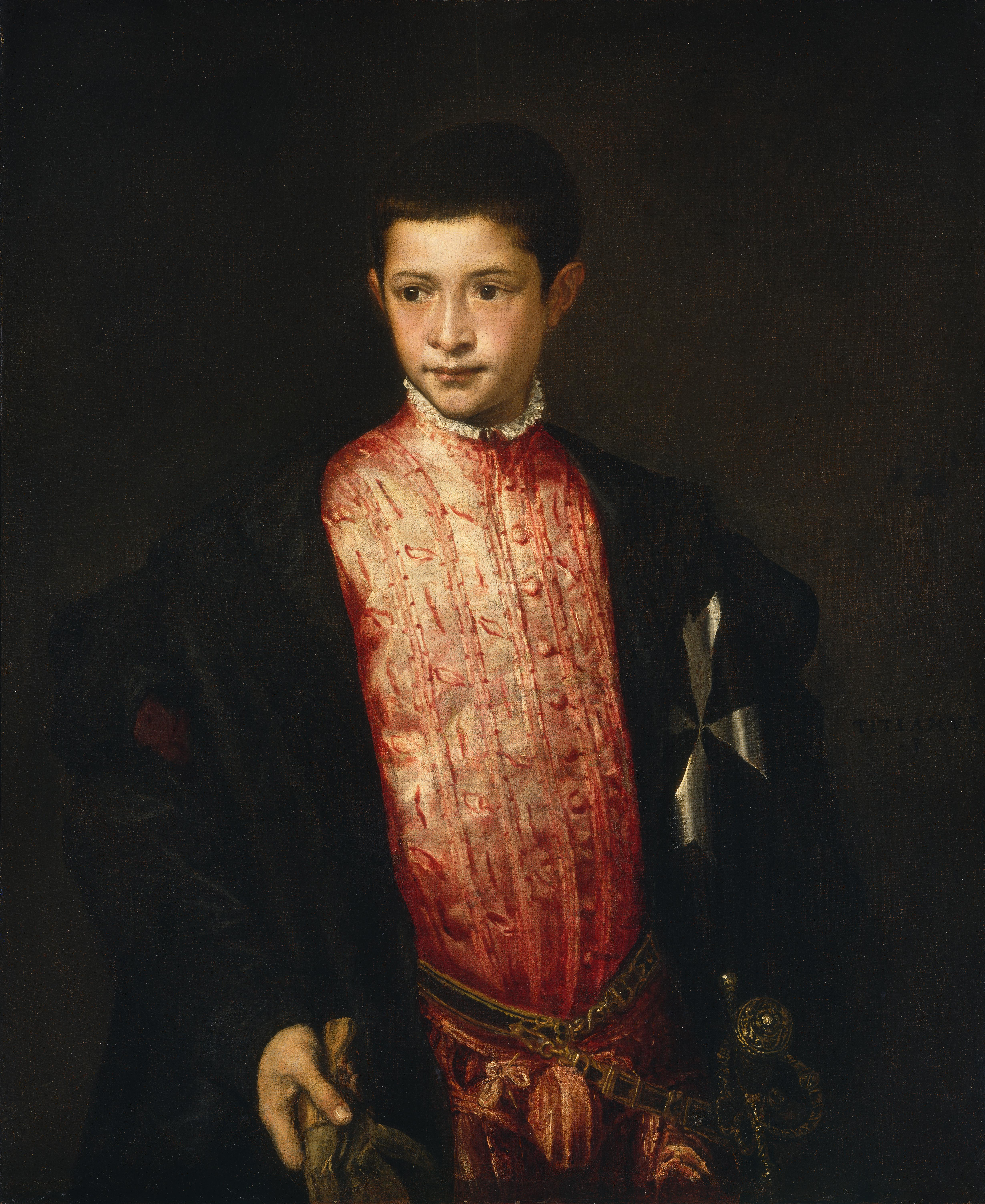
Der spätere Kardinal Ranuccio Farnese, von Tizian 1542

### Von Ranuccio I. bis zum Aussterben
1. Ranuccio I. Farnese (1569–1622), Herzog von Parma 1592 ⚭ 1600 Margherita Aldobrandini (vor 1585–1646), Tochter des Gianfrancesco Aldobrandini (Vorfahren siehe oben)
  1. Alessandro Farnese (1610–1630)
  2. Odoardo I. Farnese (1612–1646), Herzog von Parma 1622 ⚭ 1628 Margherita de’ Medici (1612–1679), Tochter des Großherzogs Cosimo II. der Toskana
    1. Ranuccio II. Farnese (1630–1694), Herzog von Parma 1646, ⚭ 1) 1660 Margherita von Savoyen (1635–1663), Tochter des Herzogs Vittorio Amadeo I., ⚭ 2) 1664 Isabella d’Este (1635–1666), Tochter des Francesco I. d’Este, Herzog von Modena, ⚭ 3) 1668 Maria d’Este (1644–1684), Tochter des Francesco I. d’Este, Herzog von Modena
      1. Margherita Farnese (1664–1718) ⚭ 1692 Francesco II. d’Este (1660–1694), Herzog von Modena

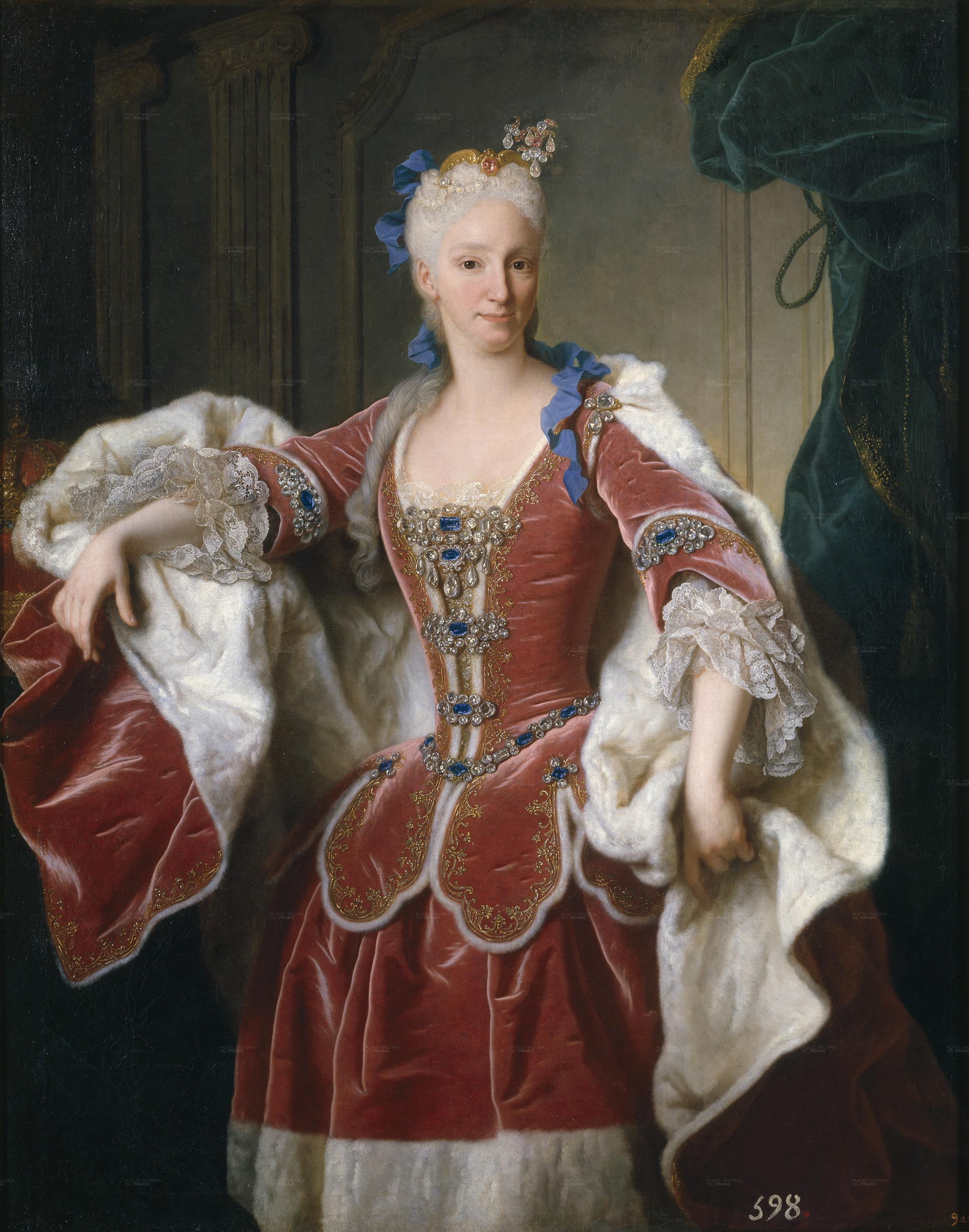
Elisabetta Farnese (1692–1766), Königin von Spanien, die Letzte ihres Geschlechts

      2. Elisabetta Farnese (1692–1766), Königin von Spanien, die Letzte ihres GeschlechtsOdoardo II. Farnese (1666–1693) ⚭ 1690 Dorothea Sophie von der Pfalz (1670–1748), Tochter des Kurfürsten Philipp Wilhelm
        1. Elisabetta Farnese (1692–1766) ⚭ 1714 Philipp V. (1683–1746), König von Spanien

      3. Francesco Farnese (1678–1727), Herzog von Parma 1694 ⚭ 1696 Dorothea Sophie von der Pfalz (1670–1748), Tochter des Kurfürsten Philipp Wilhelm
      4. Antonio Farnese (1679–1731), Herzog von Parma 1727 ⚭ 1728 Enrietta d’Este (1702–1777) Tochter des Rinaldo d’Este, Herzog von Modena

    2. Alessandro Farnese, Statthalter der Niederlande 1680–1682
    3. Orazio Farnese (1636–1656), General
    4. Piero Farnese (1639–1677)

  3. Maria Farnese (1615–1646) ⚭ 1631 Francesco I. d’Este (1610–1658), Herzog von Modena
  4. Vittoria Farnese (1618–1649) ⚭ 1648 Francesco I. d’Este (1610–1658), Herzog von Modena
  5. Francesco Maria Farnese (1619–1647), Kardinal 1645

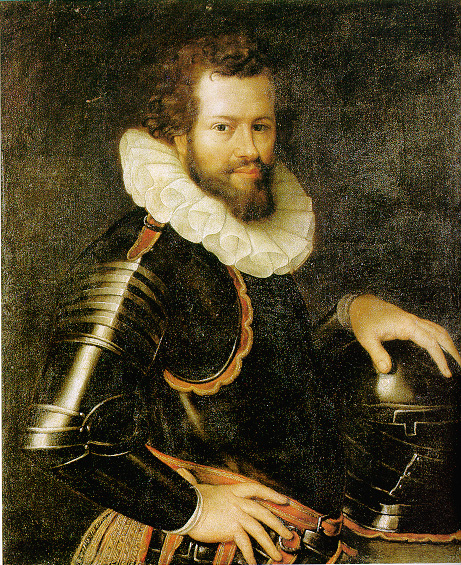
Herzog Ranuccio I. (1569–1622)
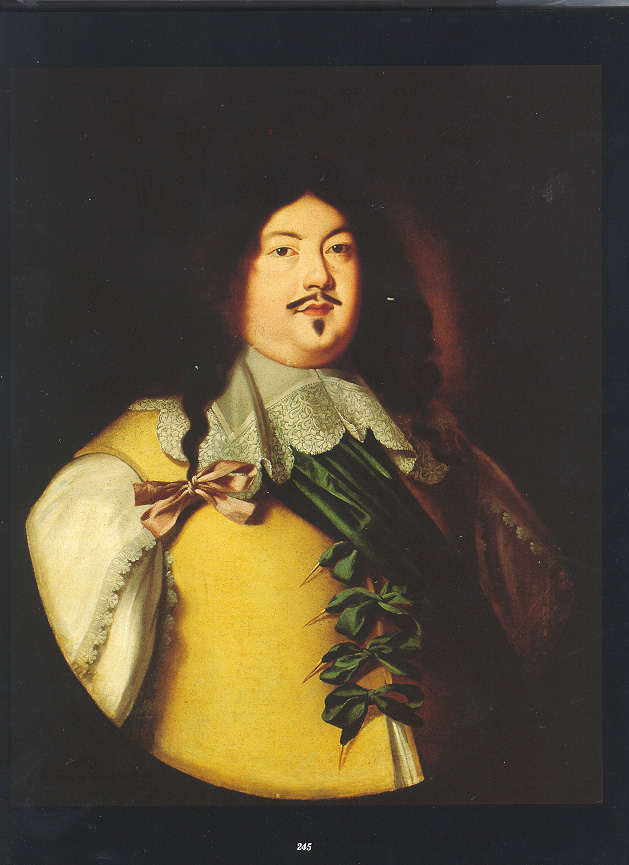
Herzog Odoardo I. (1612–1646)
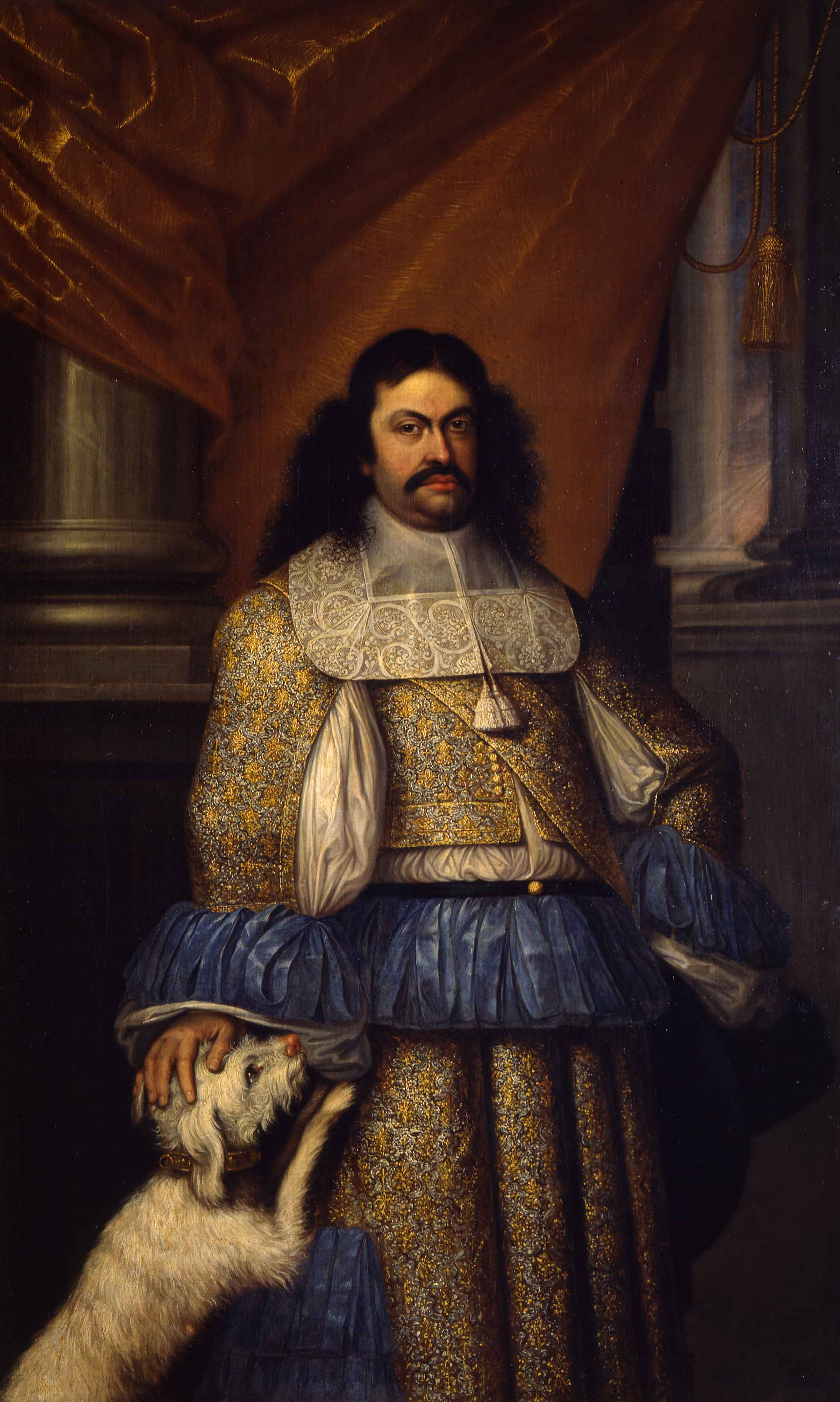
Herzog Ranuccio II. (1630–1694)
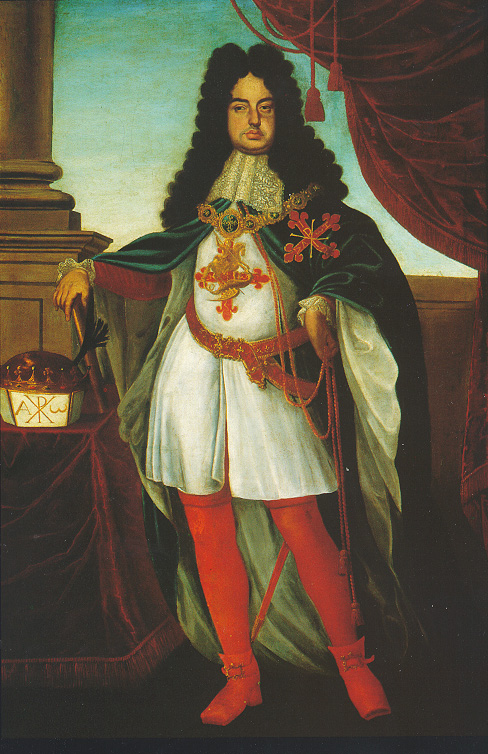
Herzog Francesco (1678–1727)
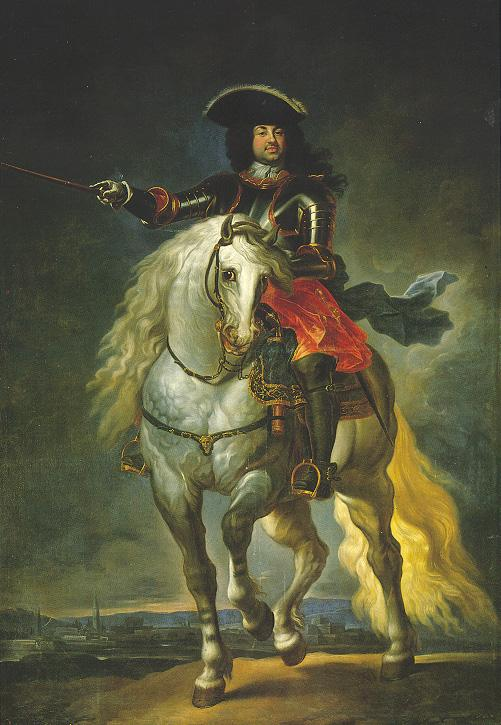
Herzog Antonio (1679–1731)

## Sonstiges
Auf die Farnese gehen die herzoglichen Paläste in Parma und Piacenza sowie der Palazzo Farnese in Rom zurück, der Palazzo Farnese in Caprarola, ebenso der Name der Villa Farnesina in Trastevere. Ferner erwarben sie zahlreiche Lehnsherrschaften und Burgen im Kirchenstaat, darunter Capodimonte und Campli. Die Farnesischen Sammlungen sind durch Erbschaft aus Rom nach Neapel gegangen, wo sie seit 1826 im dortigen Museo Archeologico Nazionale untergebracht sind.

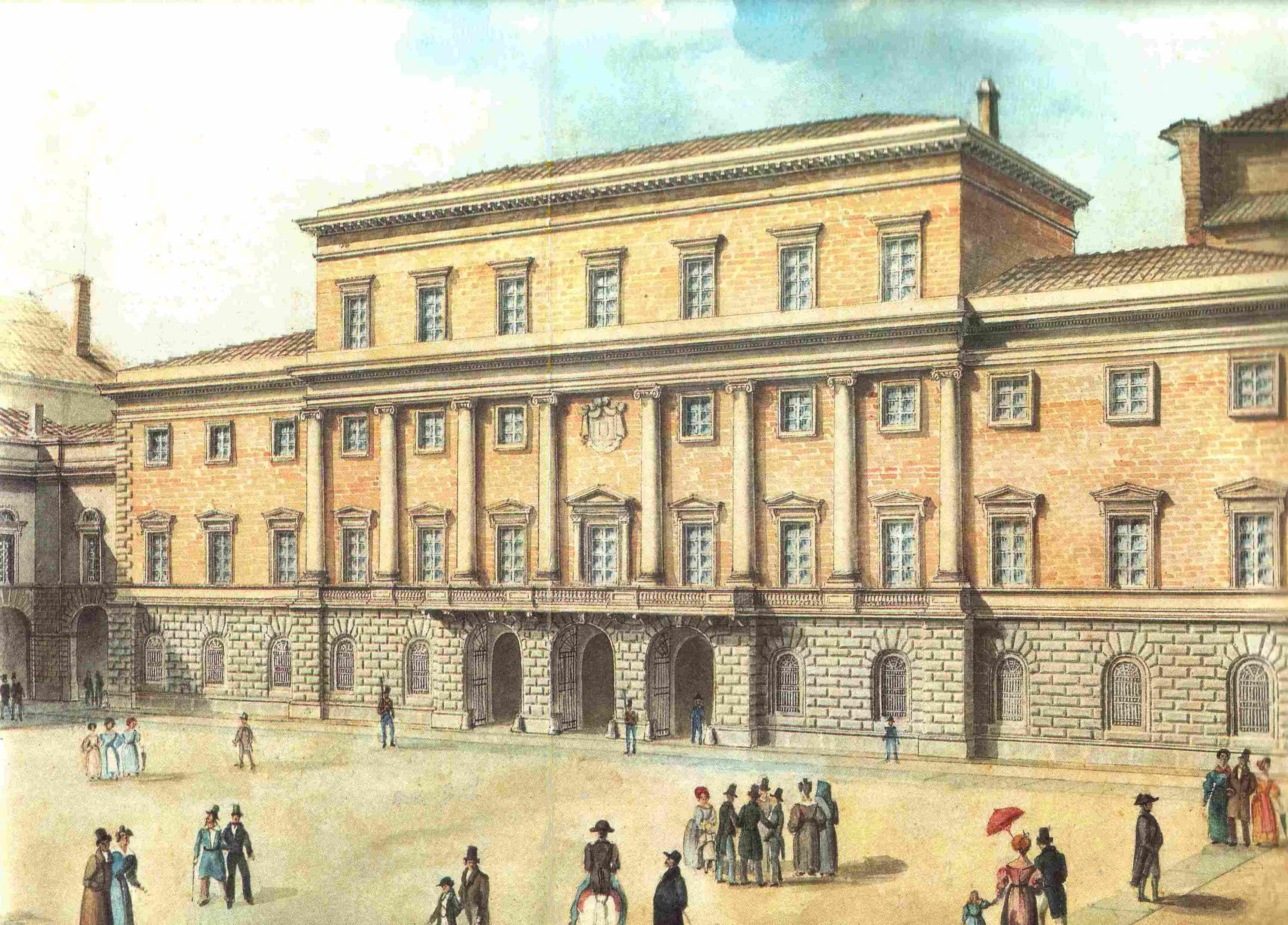
Herzoglicher Palast in Parma (1944 zerstört)
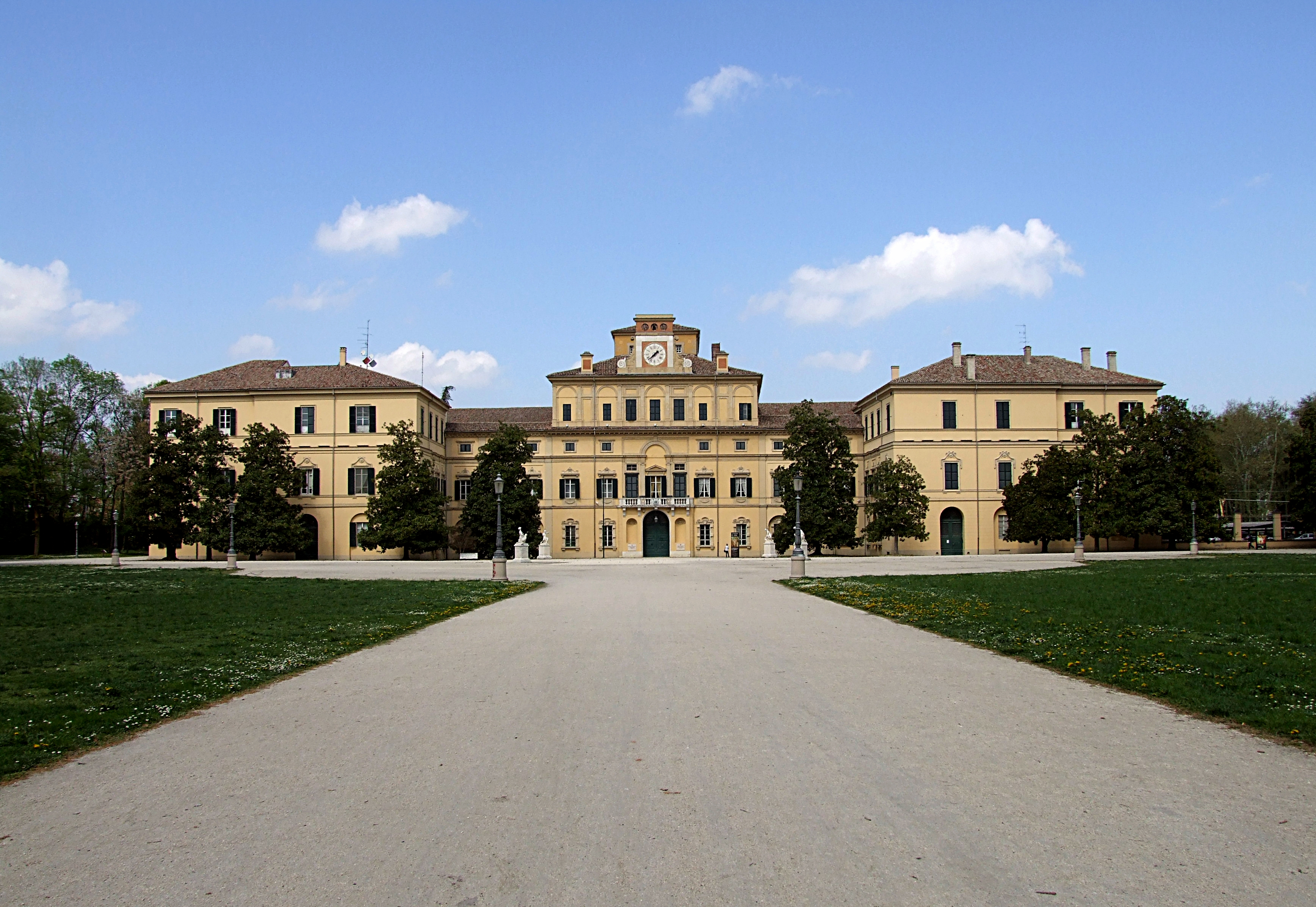
Herzogliches Gartenpalais in Parma (errichtet ab 1561 für Ottavio Farnese)
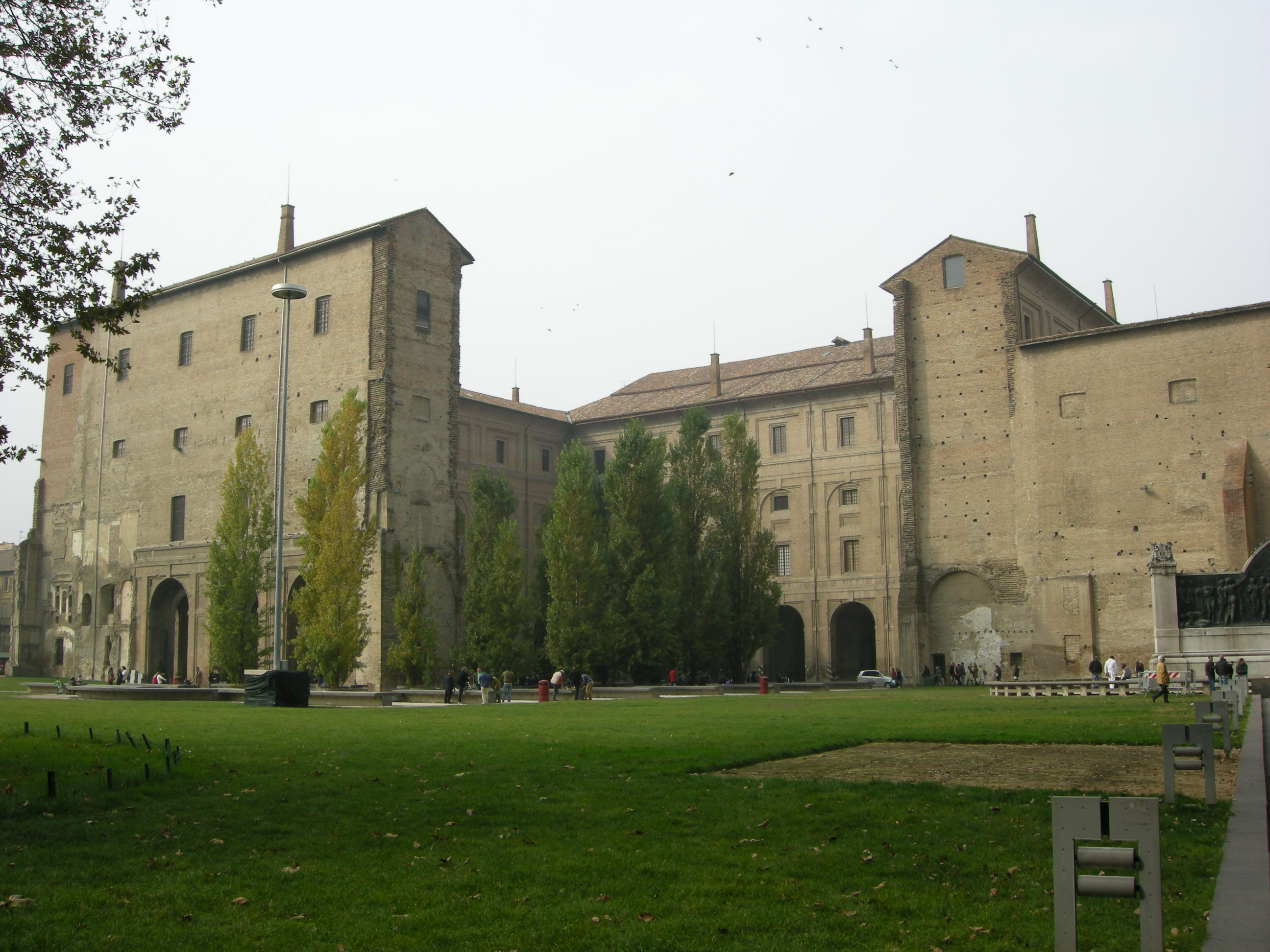
Palazzo della Pilotta in Parma (errichtet ab 1583 für Ottavio Farnese)
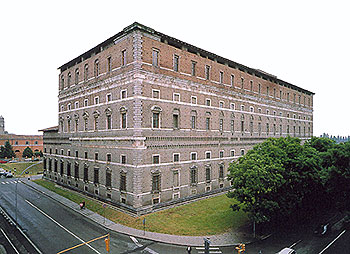
Palazzo Farnese in Piacenza
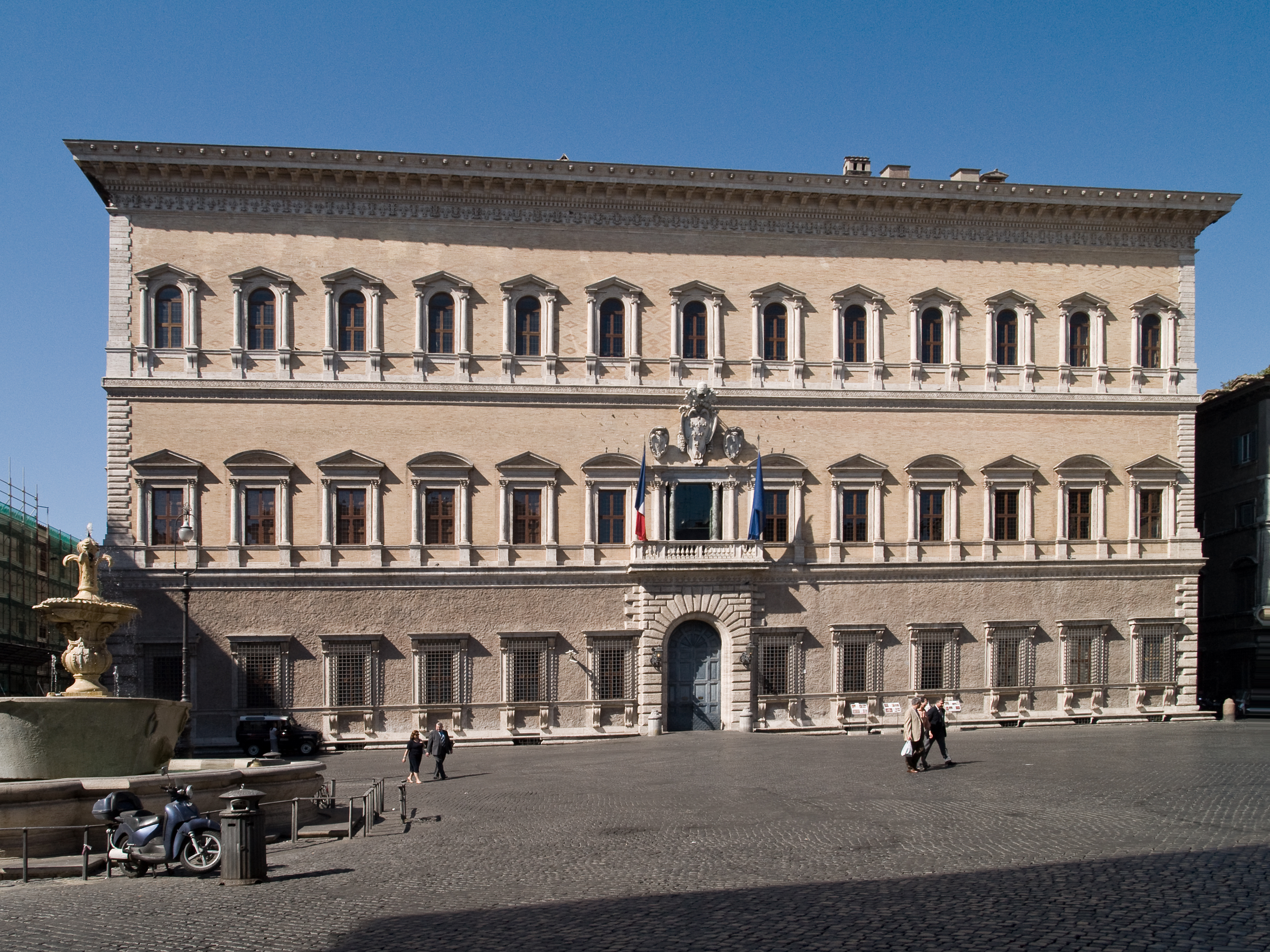
Palazzo Farnese in Rom (errichtet für Paul III.)
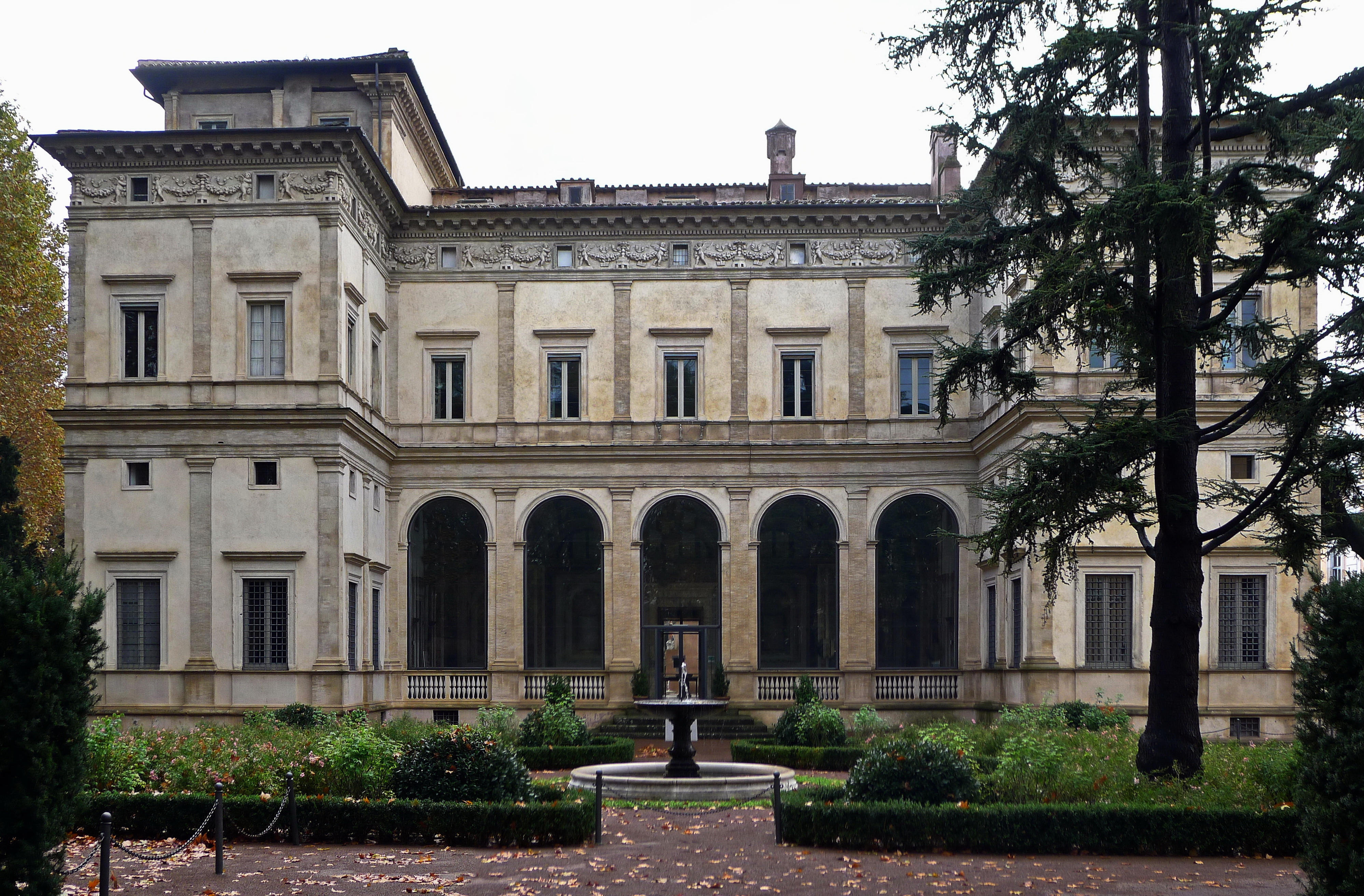
Villa Farnesina in Rom-Trastevere
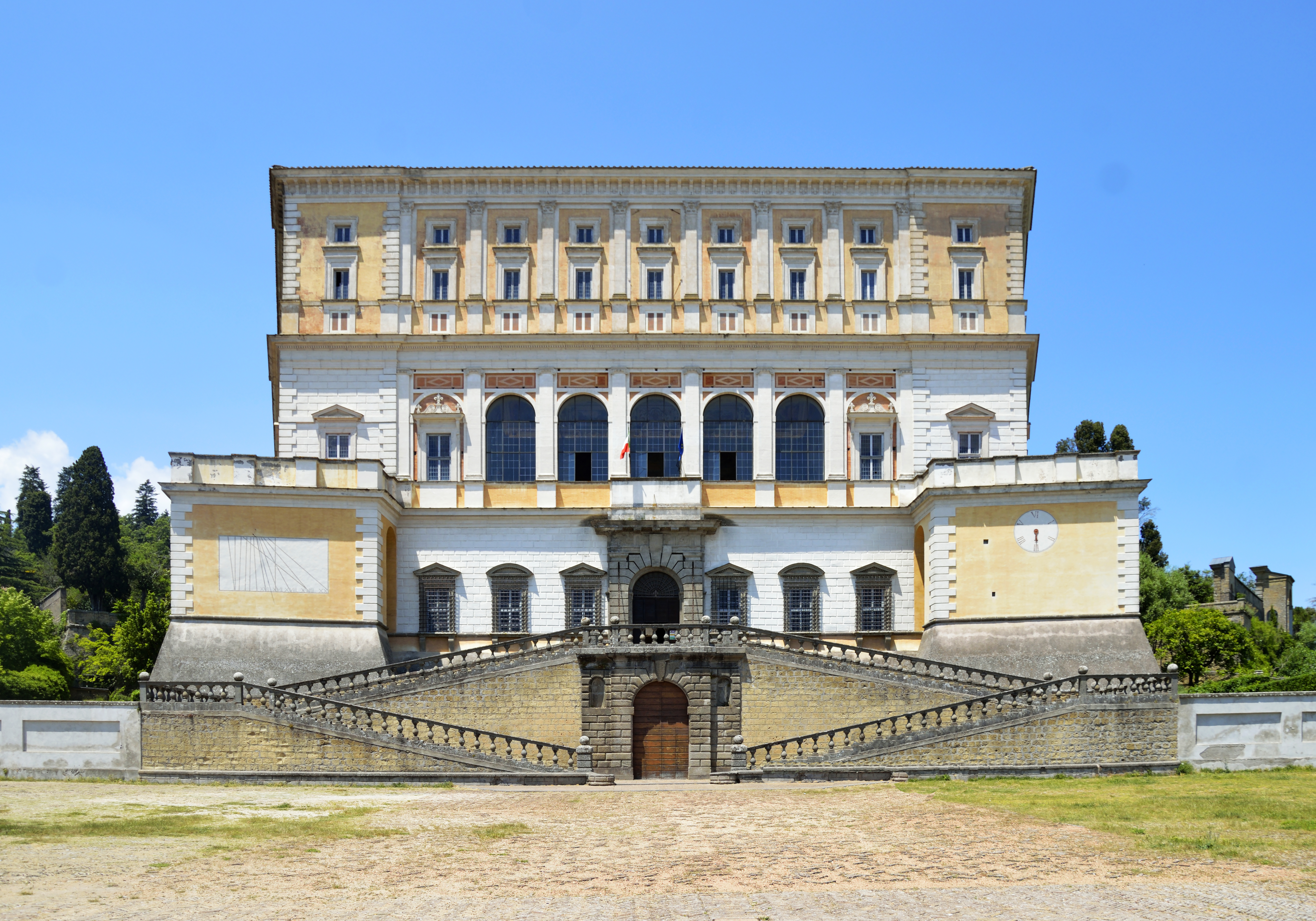
Palazzo Farnese in Caprarola (errichtet um 1550 für Kardinal Alessandro Farnese)
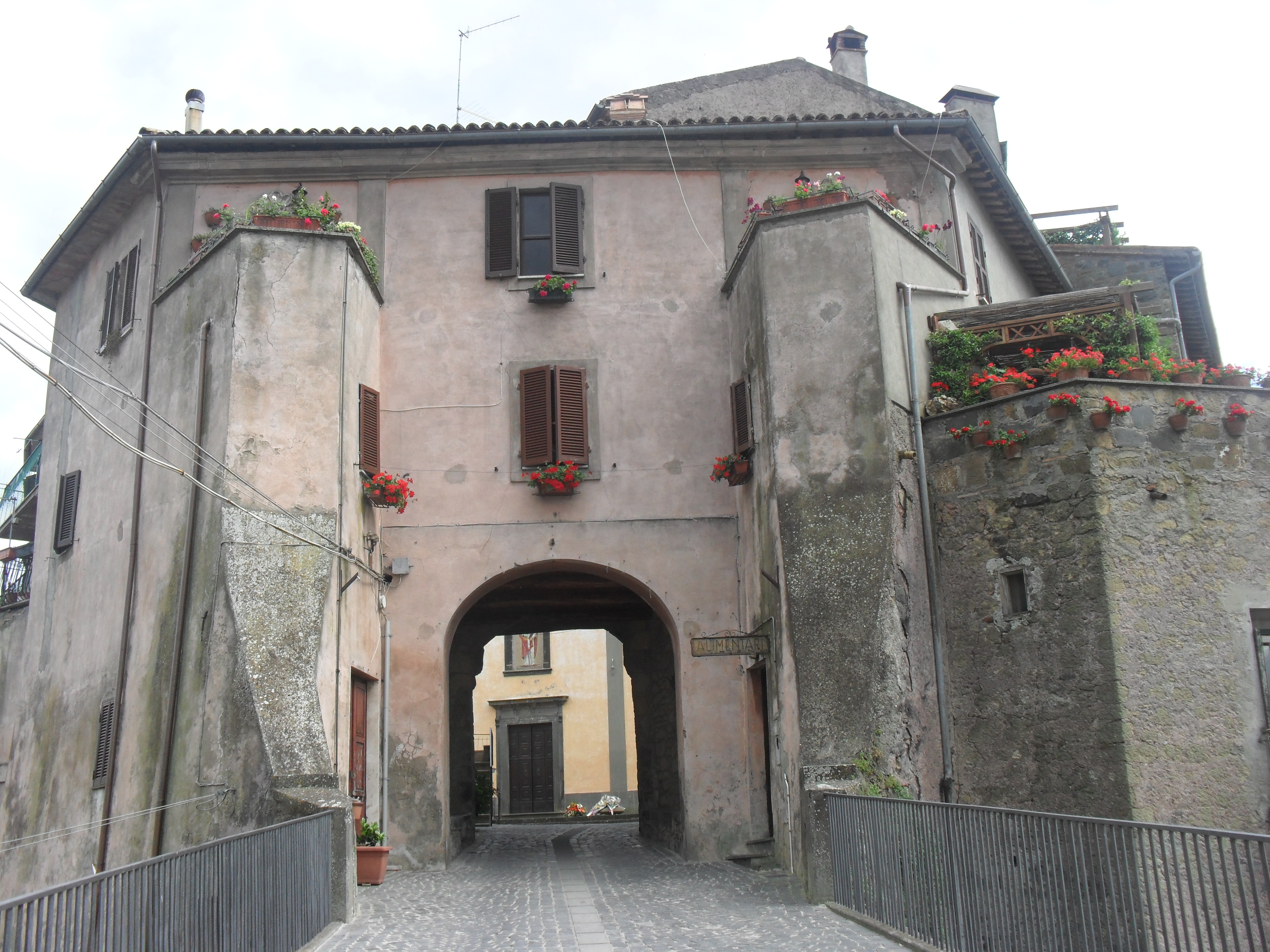
Farnese-Burg in Latera

## Siehe auch

Familienwappen